# Persoonia muelleri
Persoonia muelleri (P.Parm.) Orchard è un arbusto della famiglia Proteaceae, endemico della Tasmania, localmente conosciuto come Mueller's geebung.

## Descrizione

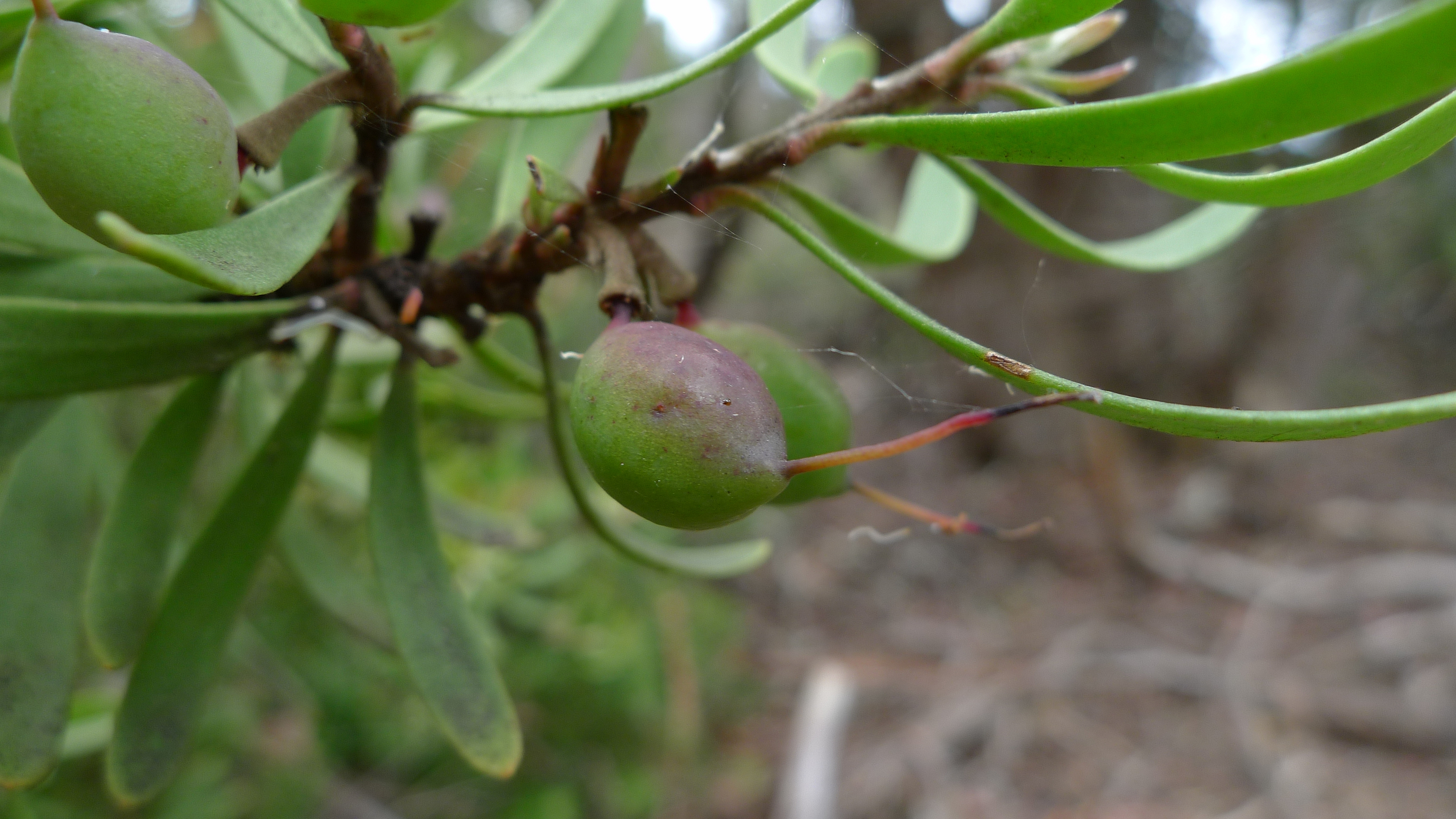
Frutti

Persoonia muelleri cresce come un arbusto o piccolo albero, da 1 a 5 metri di altezza. Ha foglie scure che possono arrivare a misurare da 1,3 a 6 centimetri di lunghezza e da 0,3 ad 1 centimetro di larghezza. I nuovi germogli sono di color giallo crema.
Si può confondere occasionalmente con P. gunnii sebbene abbia dei fiori più grandi e lunghi e delle foglie più strette e rette.

## Distribuzione e habitat
Questa pianta si trova comunemente in aree abbastanza aperte o nelle foreste piovose ad ovest e a nord della Tasmania.

## Tassonomia
Il botanico francese Paul Évariste Parmentier descrisse questa specie nel 1896 come Drimys muelleri, ponendola nella famiglia Winteraceae. Il suo nome attuale e la sua classificazione nel genere Persoonia si debbono al botanico Antony Edward Orchard nel 1984. Il genere fu revisionato da Peter Weston per il suo libro Flora of Australia trascritto nel 1995, e le tre specie endemiche tasmaniane: P. muelleri, P. gunnii e P. moscalii sono state classificate nel gunnii group.
Sono note 3 sottospecie:
- Persoonia muelleri muelleri  - ha delle foglie di forma ovale e cresce verso il nord dello stato
- Persoonia muelleri augustifolia  - ha delle foglie sempre di forma ovale ma pelose e cresce ad ovest, dove i nutrienti scarseggiano
- Persoonia muelleri densifolia  - cresce intorno alla costa del Sud e oltremare, come la augustifolia ha le foglie pelose ma più ampie.